# Behringen (Stadtilm)
Behringen ist ein Ortsteil der Stadt Stadtilm im Ilm-Kreis (Thüringen). Er hat etwa 215 Einwohner (Stand: 2007).

## Geografie
Behringen liegt am Nordufer der Wipfra in etwa 360 Metern Höhe. Nördlich des Ortes liegen die weiten Ebenen des Thüringer Beckens, südlich beginnen am 502 Meter hohen Willinger Berg die Vorläufer von Reinsbergen und Thüringer Wald. Etwa ein Kilometer westlich des Ortes liegt das zu Behringen gehörende Gehöft Behringer Schenke, wo heute ein landwirtschaftlicher Betrieb und ein Tief- und Straßenbauunternehmen ansässig sind.

## Geschichte
Die erste sichere urkundliche Erwähnung des Ortes als Beringe findet sich für das Jahr 1188. Wolfgang Kahl nimmt die urkundliche Ersterwähnung von Behringen für den Zeitraum 780–817 an. Der Name wird auf die Ansiedlung eines Bero (oder auch Bären) zurückgeführt. Im späten Mittelalter entstand im Ort ein Rittergut, dessen Herrenhaus auch Schloss genannt wurde. Bis zum 16. Jahrhundert gehörte es den Grafen von Henneberg, bevor es 1536 an die Grafen von Schwarzburg überging. Seit dem 18. Jahrhundert war das Rittergut in wechselndem Familienbesitz. Unter dem Herrn von Thumshirn wurde 1716 das Herrenhaus zum Schloss erweitert und 1717 die heutige Dorfkirche und die Schule erbaut. Mitte des 19. Jahrhunderts wanderten Behringer nach Nordamerika aus. Seit 1905 wird die Wasserversorgung durch eine Hochdruckwasserleitung gewährleistet, 1908 der öffentliche Fernsprechanschluss und 1924 der Anschluss an das elektrische Netz.
Bis zur Auflösung des Fürstentums Schwarzburg-Sondershausen gehörte der Ort zu dessen Oberherrschaft, 1920 wurde Behringen Teil des neu gebildeten Landkreises Arnstadt und ein Ortsteil der Gemeinde Niederwillingen.
In der Nacht vom 11. zum 12. April 1945 wurde bei Ankunft der US-Truppen der flüchtende Unteroffizier Alois Wittmann erschossen. Da am 12. April auf dem Kirchturm die weiße Fahne gehisst worden war, wurde das Dorf von den einrückenden Amerikanern nicht mit Artilleriefeuer belegt.
Anfang 1945 war der Besitzer des Ritterguts, Freiherr Vredeber von Ketelhodt, mit seiner Familie per Treck aus seiner ostpreußischen Besitzung Barranowen nach Behringen gekommen. Nach dem Wechsel zur sowjetischen Besatzung wurde er im Sommer verhaftet und nie wieder gesehen. Seine Ehefrau Margarethe mit drei Kindern wurde ausgewiesen. Das Gut wurde entschädigungslos enteignet, die wertvolle Bibliothek sowie Möbel aus dem Schloss verschwanden, dann wurde es 1948 abgerissen. Die Wirtschaftsgebäude des 125 Hektar umfassenden Guts blieben erhalten. Außerdem gibt es noch den Schlossteich und Reste des Gutsparks.
Am 1. Juli 1950 wurde Behringen nach Niederwillingen eingemeindet und mit diesem zusammen 1996 Teil der neu gebildeten Großgemeinde Ilmtal. Diese wurde am 6. Juli 2018 in die Stadt Stadtilm eingegliedert.
1958 und 1960 gründete man zwei LPG, „Neue Ordnung“ und „Einigkeit“.
1993 wurde die Rundbogenbrücke saniert und die Trinkwasserversorgung optimiert.
Im Jahre 1800 wurde die Herkules-Statue durch Carl-Christian Freiherr von Ketelhodt von Rudolstadt nach Behringen umgesetzt. Im Auftrag der Gemeinde wurde die Statue 2012 restauriert.

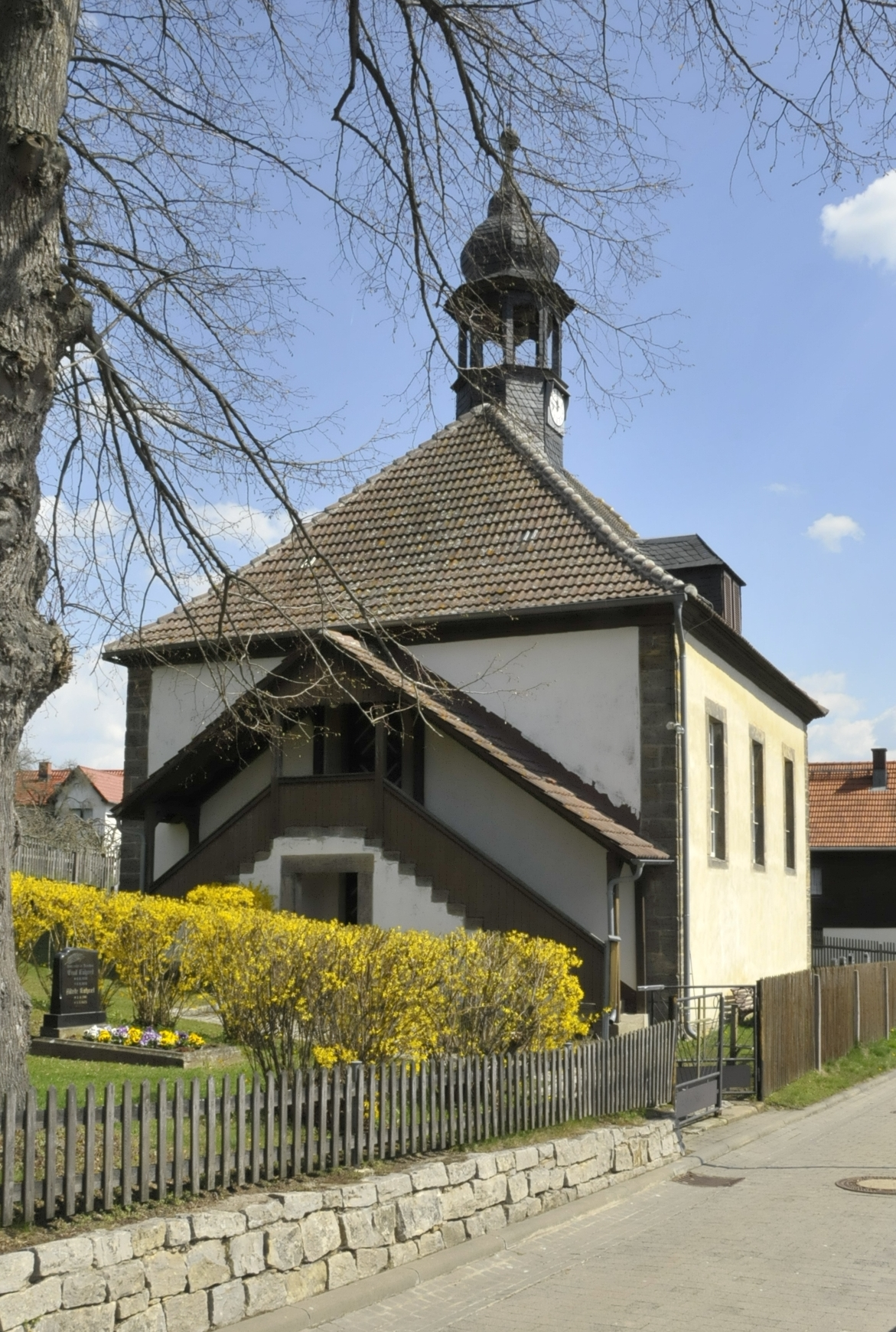
Kirche in Behringen
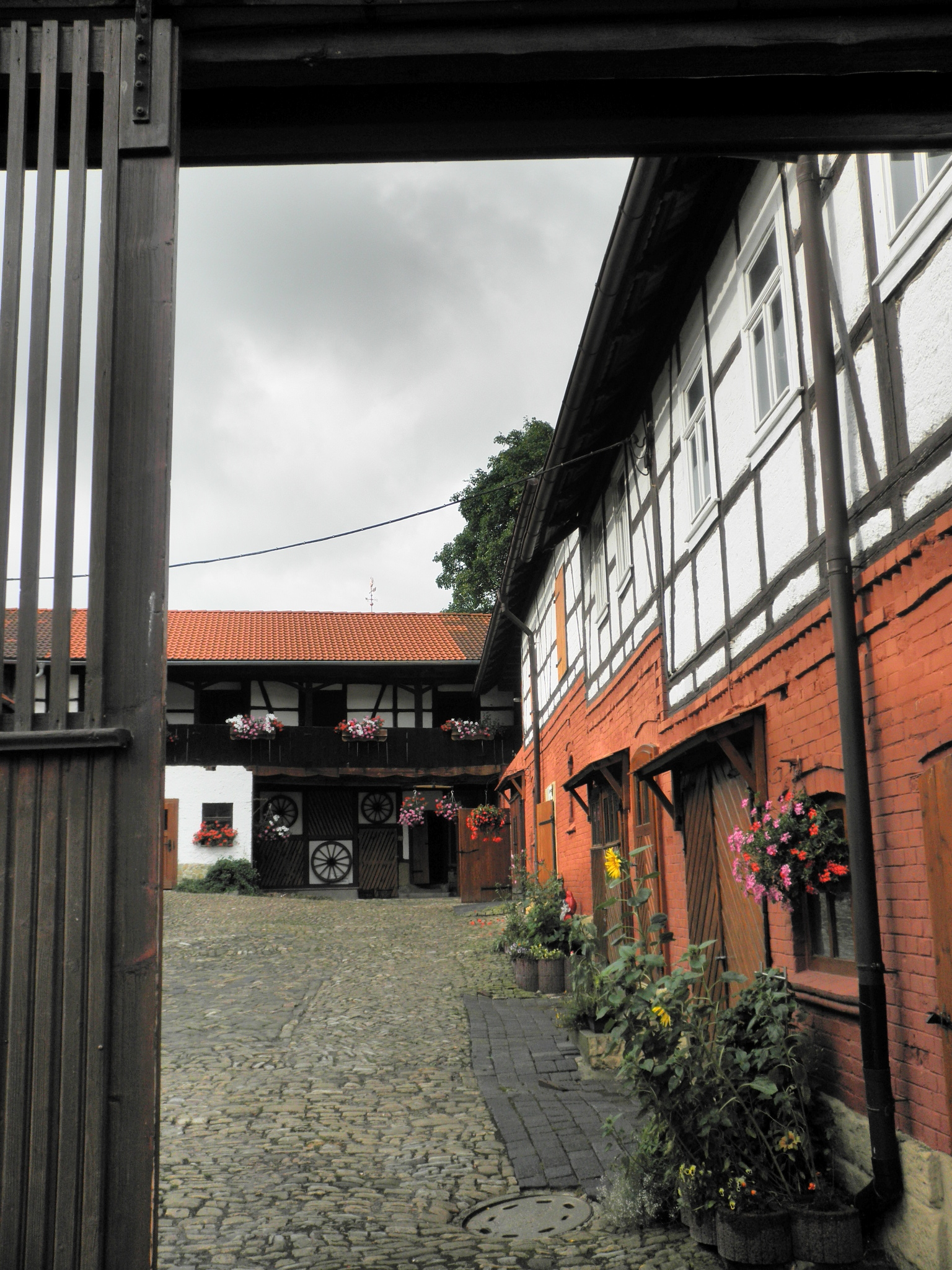
Hof in Behringen
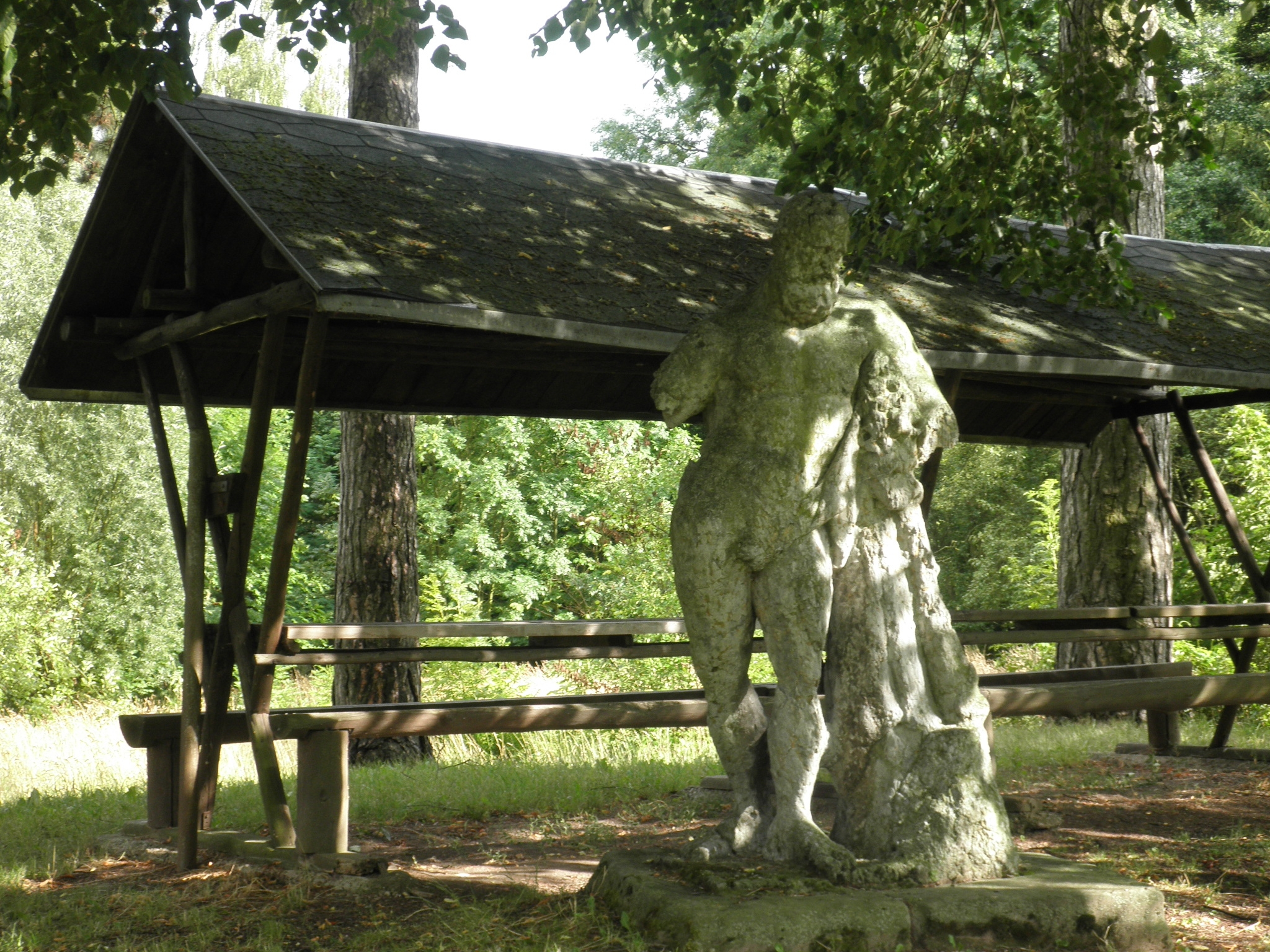
Herkules im früheren Gutspark, von vorne …
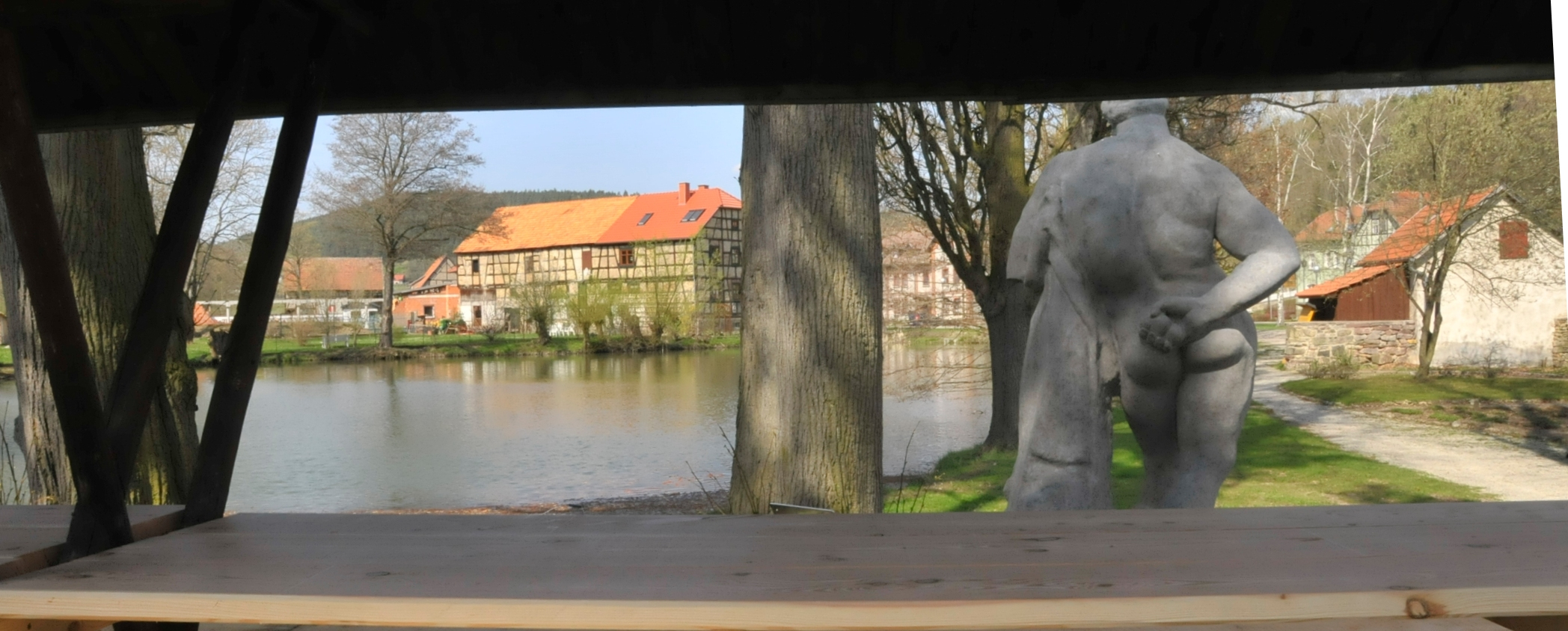
… und von hinten.

## Wirtschaft und Verkehr
Behringen ist ein landwirtschaftlich geprägtes Dorf. Heute arbeiten viele Einwohner in Stadtilm oder Arnstadt.
Durch den Ort führt eine Kreisstraße von Branchewinda nach Oberwillingen sowie eine Verbindungsstraße zur von Arnstadt nach Gehren verlaufenden Landesstraße 1047, an der auch die Behringer Schenke liegt.
Etwa 500 Meter westlich führen die A 71 und die Schnellfahrstrecke Nürnberg–Erfurt an Behringen vorbei, in deren Verlauf ein Tunnel nach dem Ort benannt ist. Die nächstgelegenen Autobahnabfahrten sind Arnstadt-Süd und Stadtilm.
Die nächste Eisenbahnstation befindet sich im zwei Kilometer östlich gelegenen Niederwillingen an der Bahnstrecke Arnstadt–Saalfeld.

## Sonstiges
Seit 1989 ist Behringen Mitglied im 1956 gegründeten Behringenverein e. V., der den Kontakt zwischen den verschiedenen Orten mit dem Namen Behringen bzw. Beringen in Deutschland, der Schweiz, den Niederlanden, Luxemburg und Belgien pflegt.